# 潘帕馬卡區 (卡納斯省)

潘帕馬卡區（西班牙語：Distrito de Pampamarca），是秘魯的一個區，位於該國南部庫斯科大區的卡納斯省，始建於1834年8月29日，面積29.91平方公里，海拔高度3,811米，2005年人口2,268，人口密度每平方公里76人。